# سیارک ۷۵۹۴
سیارک ۷۵۹۴ (به انگلیسی: 7594 Shotaro، نامگذاری:1993BH2) هفت هزار و پانصد و نود و چهارمین سیارک کشف شده‌است که در ۱۹ ژانویه ۱۹۹۳ کشف شد.
قدر مطلق سیارک برابر ۱۳٫۰۰ است.